# 杉元相
杉 元相（すぎ もとすけ）は、戦国時代から安土桃山時代にかけての武将。初名は長相（ながすけ）。通称は次郎左衛門尉。豊前国の名族・杉氏の一門で周防国を本拠とする「杉次郎左衛門家」に生まれて大内氏に仕え、防長経略以降は毛利氏に従う。父は杉隆宣。子に杉元宣。

## 生涯

### 大内氏家臣時代
大永2年（1522年）、大内氏家臣である杉隆宣の子として生まれる。主君の大内義長から偏諱を受け、「長相」と名乗った。
天文9年（1540年）の吉田郡山城の戦いでは、大内氏家臣として毛利元就の救援に向かい、小早川興景と共に吉田の坂・豊島に駐屯して尼子軍の攻撃に備えた。同年9月26日の池の内の戦いでは、小早川興景と共に尼子軍と戦い、吉田郡山城から出撃した粟屋元良、信常就程、岡光良、佐々木小四郎、門田源七郎、山県弥三郎、赤川元吉、羽仁元永ら毛利軍と共に挟撃して湯原宗綱を討ち取った。
天文10年（1541年）3月から5月初にかけて、陶隆房（後の陶晴賢）、内藤興盛、毛利元就らと共に安芸武田氏の佐東銀山城攻めに参加。
天文12年（1543年）5月7日、大内義隆の出雲攻め（第一次月山富田城の戦い）に従軍した父・隆宣が撤退中に出雲で戦死したことで、その跡を継いだ。
天文19年（1550年）10月17日、従五位下に叙せられ、「次郎左衛門尉」と名乗る。
天文20年（1551年）8月、陶隆房（陶晴賢）らによる大内義隆への謀反（大寧寺の変）では陶側に味方。同年9月に豊後の戦国大名・大友義鎮（後の大友宗麟）の弟である大友晴英（後の大内義長）が大内氏の家督を継ぐことが決定すると、陶隆房の命により大友晴英を迎えに周防国を出立し、同年12月27日に豊後国の竹多津浦に着岸した。
天文21年（1552年）1月5日、大友晴英を迎えに来た一行は大友氏の本拠である府内へ入り、同年1月16日には長相が剣役として大友晴英に従って大友氏館に上った。縁組の儀式では、客側に大友晴英（大内義長）、清観、伊勢貞順、陶隆房（陶晴賢）、杉隆相（美作守）、飯田興永の順で並び、主人側に大友義鎮（大友宗麟）、田北鑑生、雄城治景、吉岡長増、臼杵鑑続、小原鑑元、志賀親守の順で対座した。同年2月26日に大友晴英は橋爪鑑実や吉弘右衛門大夫を伴って、周防国に渡海入国した。
天文24年（1555年）10月1日の厳島の戦いには従軍しておらず、同月から毛利氏による防長経略が始まっても大内義長に仕え、他の大内氏重臣と共に知行宛行状に署名していることが確認できる。また、この時期は「美作守」を称している。
弘治2年（1556年）4月27日、豊田英元、吉田興種、高橋鑑種、杉長清、内藤隆世と共に、当時無主地となっていた豊前国下毛郡中殿名1町9段の地と名田職を愁訴の通り成恒輔家に対し与えた。
同年5月9日、内藤隆世に愁訴した元相被官である大畠道忠に対して豊前国下毛郡吉水山領為末名内の下作職を安堵する。
同年6月8日の大内氏から離反した秋月氏の出城と考えられる筑前国の千手城と馬見城攻めにおいて多数の死傷者を出した豊後萩原氏の萩原兵部丞に対し、8月15日付けで感状を発給している。
また、同年8月22日の石津正祐に対する杉重輔旧領の豊前国田川郡糒庄内の10石の地の知行宛行状や同年8月28日の長岡実勝に対する杉重輔旧領の豊前国田川郡糒庄内の10石の地の知行宛行状に、小原隆言、仁保隆慰、内藤隆世らと共に名を連ねる。
同年11月13日には萩原兵部丞に宛てて神代弘綱方の雑物や被官などについて書状を送る。
その後、毛利氏に降伏し、毛利隆元の偏諱を賜って「元相」と改名した。

### 毛利氏家臣時代
弘治3年（1557年）には周防国佐波郡大前と植松の旧領安堵に加えて、同年4月3日に大内義長と共に自害した大内氏家臣・野上房忠が領していた周防国都濃郡の野上庄（後の徳山）と遠石庄を与えられた。これにより杉氏の所領は3000貫（3万石相当）となった。元相は本拠を野上に移して金剛山の山麓に館を構え、城山の一ノ井手城を居城とした。
永禄5年（1562年）9月16日、豊前国田川郡中元寺における夜戦において首級1つを挙げた岸通忠（後の仲子通忠）の戦功を「誠に名誉の至り、感悦極まり無き者なり」と称賛し、感状を与えている。
永禄6年（1563年）11月3日、内藤氏家臣・錦見与五郎（後の錦見右衛門尉）が拝領した浮米10石について「相違の条」があったため、元相が領する佐波郡大前・植松の段銭の内から一和利の銭30貫文を定切方として扶助する決定がなされた旨が、桂元忠、粟屋元勝、粟屋元種、粟屋就秀、児玉元良、赤川元久、国司元相の連署状により錦見与五郎に伝達されている。なお、この決定については元相と佐波郡の郡代を務める阿川左衛門尉に対しても奉書で伝えられていることが同書状に記されている。
永禄10年（1567年）11月6日、元就が吉原秀親を使者として元相の長い出陣による辛労を慰労し、元相の伊予出陣（毛利氏の伊予出兵）と城の普請を命じる。
永禄12年（1569年）5月の立花城の戦いでは小早川隆景の旗下に属し戦った。同年閏5月26日、前日の閏5月25日に筑前国那珂郡における合戦で奮戦した仲子通忠に感状を与えている。
また、同年10月の大内輝弘の乱では、敗走する大内輝弘が佐波郡牟礼の浮野峠に来たところを、元相が約600の手勢を率いて椿峠に布陣し、大内輝弘の残存兵の逃亡を防ぎつつ攻撃し、近くの富海の海岸からは由宇の正覚寺守恩の手勢が攻め立てた。元相らの攻撃により大内輝弘は椿峠と富海の間にある茶臼山に逃れたが、吉川元春の大軍が山麓に肉薄するに及んで力尽き、自害した。
元亀4年（1573年）4月9日、以前より元相には毎年米100俵が毛利輝元から与えられていたが、前年の元亀3年（1572年）分がこの時まで与えられていなかったことから、輝元から急ぎ元相に米100俵を送るよう命じられた粟屋元真、国司元武、粟屋元勝、粟屋元種、児玉元良、桂就宣は、山口奉行に参画する国司就信と黒川著保にその旨を伝達している。
天正2年（1574年）7月13日、野上の浄福寺全伯に依頼して一ノ井手に興元寺を建立し菩提寺とした。また、隠居していた龍文寺の10世住持・海翁玄巨に依頼して中興とし、8世住持・隆室を開山とした。なお、この時の棟札に「大檀那 杉二郎左衛門平元相」と署名している。
天正6年（1578年）に荒木村重が織田信長に反旗を翻すと毛利輝元は荒木村重への援軍として水軍を派遣しており、村重の属城である摂津花隈城へは元相が派遣されている。
天正8年（1580年）10月6日、嫡男・元宣と共に3町分の段銭を興元寺に寄進する。また、年不詳1月11日の元相の寄進状では、菩提所として一宇を建て、寺領として佐波郡植松村の10石の地と、祠堂米30石を寄進している。
また、天正年間に、織田信長によって京を追われた足利義昭の警護のため、備後国鞆に赴いたこともあった。
天正13年（1585年）1月26日に病死し、菩提寺の興元寺に葬られる。享年64。法名は「興元寺殿興仲元家大居士」。家督は嫡男の元宣が継いだ。

### 没後
慶長4年（1599年）10月14日に毛利輝元の命を受けた佐世元嘉が杉元相・元宣父子の菩提を弔うために興元寺の寺領を安堵した。
安政5年（1859年）11月6日、徳山藩の祈祷所である常祷院の参道の西側にある辻村で元相父子を祀る「杉家両霊社」の上棟式が行われ、万延元年（1860年）閏3月11日に遷宮式が行われている。元相の神号を「順成霊神」、元宣の神号を「給足霊神」とし、惣社号を「和亨社」、毎年の祭日を3月20日とした。

## 墓所
杉元相・元宣父子の墓は興元寺境内の墓地内に存在しており、墓域の右側に興元寺の歴代住職の墓、左側に杉氏一族の墓と思われる古塔群があるが、父子の墓だけは石造りの玉垣で囲まれて保護されており、墓前には香炉と一対の花立てが備えられている。父子の墓石はいずれも安山岩製の宝篋印塔で、構造や形式もほぼ同様であり、相輪部と主体部をそれぞれ一石から彫成し、伏鉢の下端に枘を作って笠の上端の枘穴を差し込んで接続した比較的単純な構造となっている。相輪の作りは鈍重で、外側に張り出して傾斜する隅飾りや、基礎の格狭間の硬直した形、請花と反花の花弁の簡単な線刻表現等、近世初頭の特色をよく示している。また、塔の全長は元相の塔が約150cm、元宣の塔が約123cmと当時としてはかなり大型である。なお、元相の塔は基礎の格狭間の中に法名の「興仲」の二字が陰刻されているが、元宣の塔は無銘となっている。
昭和51年（1976年）7月1日の防長新聞において、徳山市文化財審議会が久米の慈福寺宝篋印塔と杉元相父子墓所を文化財に答申した旨の記事が掲載され、同年7月26日に徳山市（後に合併し周南市）の記念物（史跡）に指定されている。

## 逸話
- 山口県周南市権現町にある熊野神社の社殿が弘治3年（1557年）の防長経略の際に焼失したため、元と同様の規模ではなかったものの元相が再建した[45][46]。
- 元相の弟である杉元秋の子・長秋は慶長5年（1600年）8月24日の安濃津城の戦いで戦死し、その子孫は阿川毛利家に仕え、後に旧制第一高等学校の校長を務めた杉敏介が出ている[47]。
- 菩提寺である興元寺には、元相の肖像画が所蔵されている[24]。